# Carex diluta
Carex diluta là một loài thực vật có hoa trong họ Cói. Loài này được M.Bieb. mô tả khoa học đầu tiên năm 1808.